# Bardejovská Zábava
Bardejovská Zábava je osada okresního města Bardejov na Slovensku. Leží cca 3 km jižně od centra města, poblíž Kľušovské Zábavy. V roce 2001 měla 282 obyvatel.